# Andrea Hewitt
Pour les articles homonymes, voir Hewitt.
Andrea Hewitt mariée Hansen, née le 4 avril 1982 à Christchurch en Nouvelle-Zélande, est une triathlète professionnelle néo-zélandaise, championne d'Océanie de triathlon.

## Biographie

### Jeunesse
Andréa Hewitt fait ses études à l'université de Canterbury en Nouvelle-Zélande, elle obtient un diplôme de commerce et d'économie. Ses sœurs sont sportives également ; Tina, sa sœur aînée, a remporté le championnat de Nouvelle-Zélande de Surf, et Sara fait partie de l'équipe nationale de water-polo.
Elle  pratique tout d'abord la natation avant de commencer le triathlon en 2005 à l'âge de 22 ans. Elle remporte rapidement un premier succès avec une médaille de bronze aux championnats U23 (espoir) de Nouvelle-Zélande, ce qui lui vaut d'être admise en équipe nationale.

### Carrière en triathlon
En 2006, Andréa Hewitt prend part à sa première coupe du monde à Mooloolaba en catégorie élite, elle se classe 3e. En 2007, elle  remporte son premier titre sur une compétition internationale, en gagnant l'étape de coupe du monde à Kitzbühel. Elle commence également à prendre part avec son club français de Beauvais, au prestigieux Grand Prix de triathlon. Sélectionnée pour les Jeux olympiques d'été de 2008, elle termine 8e pour cette première participation au plus haut niveau.
À partir de  2009, elle participe à sept des huit étapes des séries mondiales de triathlon et y remporte trois médailles : l'or à Madrid, l'argent et le bronze à Yokohama et à Kitzbuehel. Elle termine 3e au classement général du championnat du monde. Au début de la saison 2010, elle remporte le championnat intercontinental d'Océanie. Elle finit 6e aux championnats du monde cette même année. En 2011, elle remporte la grande finale des séries mondiales à Beijing, en Chine et se classe 2e au classement général du championnat du monde. De nouveau sélectionnée pour les Jeux olympiques d'été de 2012 elle termine à la 6e place.
En 2017, son palmarès ne possède aucun titre mondial, cependant elle est montée sur huit podiums de championnat du monde, un en sprint, cinq en séries mondiales, un en longue distance et un par équipes.

### Vie privée
En 2015, Andrea Hewitt vivait avec son fiancé, le triathlète Laurent Vidal, décédé d'un arrêt cardiaque le 10 novembre  et qui était également son entraineur. En 2020, elle se marie à son compatriote néo-zélandais Ollie Hansen et donne naissance à leur fille Flossie, l'année suivante à l'âge de 39 ans.

## Palmarès
Le tableau présente les résultats les plus significatifs (podium) obtenus sur le circuit international de triathlon depuis 2007,.
| Année | Compétition                                        | Pays                   | Position           | Temps           |
| ----- | -------------------------------------------------- | ---------------------- | ------------------ | --------------- |
| 2019  | Coupe du monde - l'étape de Saint-Domingue         | République dominicaine | Médaille d'or      | 1 h 34 min 35 s |
| 2018  | Coupe d'Océanie - étape de Glenelg                 | Australie              | Médaille d'or      | 59 min 21 s     |
| 2017  | WTS Abou Dabi                                      | Émirats arabes unis    | Médaille d'or      | 2 h 3 min 46 s  |
| 2017  | WTS Gold Coast                                     | Australie              | Médaille d'or      | 0 h 58 min 3 s  |
| 2016  | WTS Stockholm                                      | Suède                  | Médaille d'argent  | 2 h 3 min 58 s  |
| 2016  | WTS Gold Coast                                     | Australie              | Médaille de bronze | 1 h 56 min 45 s |
| 2015  | Championnat du monde - Classement Général          |                        | Médaille d'argent  |                 |
| 2014  | Championnat du monde - Classement Général          |                        | Médaille de bronze |                 |
| 2014  | WTS Edmonton                                       | Canada                 | Médaille d'argent  | 2 h 0 min 21 s  |
| 2014  | WTS Stockholm                                      | Suède                  | Médaille d'argent  | 1 h 3 min 4 s   |
| 2014  | Championnat du monde longue distance - Weihai      | Chine                  | Médaille de bronze | 5 h 54 min 29 s |
| 2013  | Championnats d'Océanie en relais par équipes       | Nouvelle-Zélande       | Médaille d'or      |                 |
| 2013  | Championnats du monde de triathlon en relais mixte | Allemagne              | Médaille d'argent  | 1 h 18 min 14 s |
| 2012  | Championnat du monde - Classement Général          |                        | Médaille de bronze |                 |
| 2011  | Championnat du monde - Classement Général          |                        | Médaille d'argent  |                 |
| 2011  | WTS Finale Pékin                                   | Chine                  | Médaille d'or      | 1 h 58 min 26 s |
| 2011  | WTS Yokohama                                       | Japon                  | Médaille d'or      | 1 h 59 min 17 s |
| 2011  | Championnats du monde sprint - WTS Lausanne        | Suisse                 | Médaille de bronze | 0 h 58 min 37 s |
| 2011  | Coupe du monde - l'étape d'Auckland                | Nouvelle-Zélande       | Médaille d'or      | 2 h 14 min 12 s |
| 2010  | Championnat d'Océanie                              | Nouvelle-Zélande       | Médaille d'or      | 2 h 6 min 33 s  |
| 2010  | WTS Sydney                                         | Australie              | Médaille d'argent  | 2 h 4 min 19 s  |
| 2009  | Championnat du monde - Classement Général          |                        | Médaille de bronze |                 |
| 2009  | WTS Madrid                                         | Espagne                | Médaille d'or      | 2 h 5 min 58 s  |
| 2009  | WTS Yokohama                                       | Japon                  | Médaille d'argent  | 1 h 56 min 0 s  |
| 2007  | Coupe du monde - l'étape de Kitzbühel              | Autriche               | Médaille d'or      | 1 h 54 min 31 s |

| Année | Nombres | Étapes                   |
| ----- | ------- | ------------------------ |
| 2017  | 1       | Embrun                   |
| 2013  | 1       | Saint-Jean-de-Monts      |
| 2012  | 1       | Nice                     |
| 2011  | 1       | Dunkerque                |
| 2010  | 2       | Dunkerque, Paris         |
| 2009  | 1       | Beauvais                 |
| 2007  | 2       | Sables-d'Olonne, Lorient |
| Total | 9       | 8 villes différentes     |